# Jamesbrittenia angolensis
Jamesbrittenia angolensis är en flenörtsväxtart som beskrevs av O.M. Hilliard. Jamesbrittenia angolensis ingår i släktet Jamesbrittenia och familjen flenörtsväxter. Inga underarter finns listade i Catalogue of Life.